# Ringo del Nebraska
Ringo del Nebraska è un film del 1966 e diretto da Antonio Román. 
Pellicola del genere western all'italiana con la condirezione, non accreditata, di Mario Bava.

## Trama
Tre banditi feriscono mortalmente un guardiano di bestiame che lavorava in un ranch del Nuovo Messico, di proprietà di Marthy Hillman. L'uomo non va d'accordo con la moglie Kay: i due nascondono dei soldi e per questo motivo hanno alle calcagna un losco tipo di nome Bill Carter, con i suoi uomini. Al ranch arriva un pistolero che si fa chiamare Ringo Nebraska, che accetta di lavorare per loro. Partiti insieme Marthy e Ringo scoprono il cadavere del guardiano ucciso e decidono di andare in città dove al saloon raccontano tutto allo sceriffo Bert, intento a fare una partita a scacchi con il dottor Parson, e accusano apertamente Carter, seduto con i suoi scagnozzi al tavolo.
Mentre i tre accusati di aver colpito materialmente il guardiano vengono portati in prigione e Marthy con lo sceriffo a sbrigare le pratiche della denuncia, Carter e Ringo si azzuffano al saloon. In seguito, tornato Marthy, lui e Ringo decidono di ritornare al ranch, ma sulla strada un cecchino spara al cavallo di Ringo e ferisce Marthy. Lo sceriffo, intanto, ha dovuto liberare i tre scagnozzi perché Carter ha procurato dei testimoni. Subito dopo, lo sceriffo si dirige al ranch degli Hillman, ma nello stesso punto in cui erano stati colpiti Ringo e Marthy, viene ucciso. Il proprietario del saloon, Brack, diventa il nuovo sceriffo e con la banda di Carter vanno al ranch. Tutto sembra andare contro Ringo, che viene ricercato per l'omicidio dello sceriffo.
Ringo intanto torna alla fattoria dove Kay gli racconta tutto e, sempre più innamorata, lo bacia appassionatamente. Decide, allora, di stanare gli uomini di Carter e di farli parlare; ottenuta la confessione va in città e convince tutti delle menzogne di Carter. A questo punto la situazione si ribalta: ora è Carter a essere ricercato. Una spia però lo informa e decide, insieme ai suoi più fidati scagnozzi, di andare da Kay per farla parlare. Intanto Marthy è morto e Bill Carter chiede a Kay dov'è questo famoso denaro del colpo alla rapina in banca a El Paso. Felton la minaccia con il sigaro, ma Carter lo ferma; di lì a qualche momento Felton trova il denaro dentro uno stivale. Nessuno si è accorto però che Ringo, sotto il lenzuolo, fingendo di essere il cadavere di Marthy, è già in casa e ha sentito tutto. Ringo uccide tutti e se ne va, dopo aver ridato i soldi allo sceriffo e salutato Kay.

## Distribuzione

### Titolo
All’inizio della lavorazione il titolo depositato fu quello di Nebraska il pistolero con la possibile variante di Rancho maledetto. Successivamente venne registrato come Ringo nel Nebraska al PRC-SIAE e infine arrivò nelle sale con il titolo definitivo di Ringo del Nebraska. Qualche anno dopo la casa di distribuzione decise di recuperarlo sulla scia del successo di Sartana rimandandolo nelle sale con il titolo Preparati a morire Ringo del Nebraska c'è Sartana